# Lista foștilor membri ai Camerei Reprezentanților Statelor Unite ale Americii: W
Această este o listă a foștilor membri ai Camerei Reprezentanților Statelor Unite ale Americii al căror nume de familie începe cu litera W.
| Reprezentant             | Ani                             | Stat           | Partid                        |
| ------------------------ | ------------------------------- | -------------- | ----------------------------- |
| Frank C. Wachter         | 1899-1907                       | Maryland       | Republican                    |
| Jeremiah Wadsworth       | 1789-1795                       | Connecticut    | Pro-Administrație             |
| Stuyvesant Wainwright    | 1953-1961                       | New York       | Republican                    |
| James Wakefield          | 1883-1887                       | Minnesota      | Republican                    |
| David S. Walbridge       | 1855-1859                       | Michigan       | Republican                    |
| Henry Waldron            | 1855-1861, 1871-1877            | Michigan       | Republican                    |
| George E. Wales          | 1825-1829                       | Vermont        | Național Republican           |
| E. S. Johnny Walker      | 1965-1969                       | New Mexico     | Democrat                      |
| Percy Walker             | 1855-1857                       | Alabama        | American                      |
| Robert M. Wallace        | 1903-1911                       | Arkansas       | Democrat                      |
| Monrad Wallgren          | 1933-1940                       | Washington     | Democrat                      |
| Josiah T. Walls          | 1871-1873, 1873-1876            | Florida        | Republican                    |
| Thomas Yates Walsh       | 1851-1853                       | Maryland       | Whig                          |
| William Walsh            | 1875-1879                       | Maryland       | Democrat                      |
| Eliakim P. Walton        | 1857-1863                       | Vermont        | Republican                    |
| William B. Walton        | 1917-1919                       | New Mexico     | Democrat                      |
| William C. Wampler       | 1953-1955, 1967-1983            | Virginia       | Republican                    |
| Herbert B. Warburton     | 1953-1955                       | Delaware       | Republican                    |
| Stanton Warburton        | 1911-1913                       | Washington     | Republican                    |
| Artemas Ward             | 1791-1795                       | Massachusetts  | Fără partid                   |
| David J. Ward            | 1939-1945                       | Maryland       | Democrat                      |
| Henry R. Warfield        | 1819-1821                       | Maryland       | Democrat-Republican           |
| Henry R. Warfield        | 1821-1825                       | Maryland       | Federalist                    |
| Richard Warner           | 1881-1885                       | Tennessee      | Democrat                      |
| Edward A. Warren         | 1853-1855, 1857-1859            | Arkansas       | Democrat                      |
| William D. Washburn      | 1879-1885                       | Minnesota      | Republican                    |
| George C. Washington     | 1827-1833, 1835-1837            | Maryland       | Național Republican           |
| Harold Washington        | 1981-1983                       | Illinois       | Democrat                      |
| Joseph E. Washington     | 1887-1897                       | Tennessee      | Democrat                      |
| Albert G. Watkins        | 1849-1853                       | Tennessee      | Whig                          |
| Albert G. Watkins        | 1855-1859                       | Tennessee      | Democrat                      |
| Elton Watkins            | 1923-1925                       | Oregon         | Democrat                      |
| Wes Watkins              | 1977-1991                       | Oklahoma       | Democrat                      |
| Wes Watkins              | 1997-2003                       | Oklahoma       | Republican                    |
| Albert Watson            | 1963-1965                       | South Carolina | Democrat                      |
| Albert Watson            | 1965-1971                       | South Carolina | Republican                    |
| Thomas E. Watson         | 1891-1893                       | Georgia        | Populist                      |
| Harvey M. Watterson      | 1839-1843                       | Tennessee      | Democrat                      |
| J.C. Watts               | 1995-2003                       | Oklahoma       | Republican                    |
| Anthony Wayne            | 1791-1792                       | Georgia        | Anti-Administrație            |
| Thomas A. E. Weadock     | 1891-1895                       | Michigan       | Democrat                      |
| Robert Weakley           | 1809-1811                       | Tennessee      | Democrat-Republican           |
| Otha Wearin              | 1933-1939                       | Iowa           | Democrat                      |
| Zadoc L. Weatherford     | 1940-1941                       | Alabama        | Democrat                      |
| Archibald J. Weaver      | 1883-1887                       | Nebraska       | Republican                    |
| Claude Weaver            | 1913-1915                       | Oklahoma       | Democrat                      |
| James H. Weaver          | 1975-1987                       | Oregon         | Democrat                      |
| Phillip Hart Weaver      | 1955-1963                       | Nebraska       | Republican                    |
| George W. Webber         | 1881-1883                       | Michigan       | Republican                    |
| Ed Weber                 | 1981-1983                       | Ohio           | Republican                    |
| Vin Weber                | 1981-1993                       | Minnesota      | Republican                    |
| Edwin H. Webster         | 1859-1861                       | Maryland       | American                      |
| Edwin H. Webster         | 1861-1863                       | Maryland       | Unionist                      |
| Edwin H. Webster         | 1863-1865                       | Maryland       | Unionist Necondițional        |
| J. Stanley Webster       | 1919-1923                       | Washington     | Republican                    |
| William Wedemeyer        | 1911-1913                       | Michigan       | Republican                    |
| Edgar Weeks              | 1899-1903                       | Michigan       | Republican                    |
| John E. Weeks            | 1931-1933                       | Vermont        | Republican                    |
| John C. Weems            | 1826-1829                       | Maryland       | Democrat                      |
| Knud Wefald              | 1923-1927                       | Minnesota      | Țărănist-Muncitoresc          |
| Alvin F. Weichel         | 1943-1955                       | Ohio           | Republican                    |
| Carl M. Weideman         | 1933-1935                       | Michigan       | Democrat                      |
| Frank Welch              | 1877-1878                       | Nebraska       | Republican                    |
| Curt Weldon              | 1987-2007                       | Pennsylvania   | Republican                    |
| Milton H. Welling        | 1917-1921                       | Utah           | Democrat                      |
| George Wellington        | 1895-1897                       | Maryland       | Republican                    |
| Theodore B. Werner       | 1933-1937                       | South Dakota   | Democrat                      |
| Jack Westland            | 1953-1965                       | Washington     | Republican                    |
| John Wethered            | 1843-1845                       | Maryland       | Whig                          |
| Robert Weygand           | 1997-2001                       | Rhode Island   | Democrat                      |
| Charles W. Whalen, Jr.   | 1967-1979                       | Ohio           | Republican                    |
| Kellian Whaley           | 1861-1863                       | Virginia       | Unionist                      |
| Kellian Whaley           | 1863-1867                       | West Virginia  | Unionist Necondițional        |
| Jesse Wharton            | 1807-1809                       | Tennessee      | Democrat-Republican           |
| Alan Wheat               | 1983-1995                       | Missouri       | Democrat                      |
| Frank W. Wheeler         | 1889-1891                       | Michigan       | Republican                    |
| Harrison H. Wheeler      | 1891-1893                       | Michigan       | Democrat                      |
| Joseph Wheeler           | 1881-1882, 1883, 1885-1900      | Alabama        | Democrat                      |
| William A. Wheeler       | 1861-1876                       | New York       | Republican                    |
| Alexander White          | 1789-1793                       | Virginia       | Fără partid                   |
| Alexander White          | 1851-1853                       | Alabama        | Whig                          |
| Alexander White          | 1873-1875                       | Alabama        | Republican                    |
| Alexander Colwell White  | 1885-1887                       | Pennsylvania   | Republican                    |
| Compton I. White         | 1933-1947, 1949-1951            | Idaho          | Democrat                      |
| Compton I. White, Jr.    | 1963-1967                       | Idaho          | Democrat                      |
| George Henry White       | 1897-1901                       | North Carolina | Republican                    |
| Hays B. White            | 1919-1929                       | Kansas         | Republican                    |
| Milo White               | 1883-1887                       | Minnesota      | Republican                    |
| Phineas White            | 1821-1823                       | Vermont        | Democrat-Republican           |
| Rick White               | 1995-1999                       | Washington     | Republican                    |
| S. Harrison White        | 1927-1929                       | Colorado       | Democrat                      |
| John Whiteaker           | 1879-1881                       | Oregon         | Democrat                      |
| William G. Whiteley      | 1857-1861                       | Delaware       | Democrat                      |
| Justin Rice Whiting      | 1887-1895                       | Michigan       | Democrat                      |
| Lemuel Whitman           | 1823-1825                       | Connecticut    | Democrat-Republican           |
| Bob Whittaker            | 1979-1991                       | Kansas         | Republican                    |
| Jamie L. Whitten         | 1941-1995                       | Mississippi    | Democrat                      |
| Washington C. Whitthorne | 1871-1883, 1887-1891            | Tennessee      | Democrat                      |
| Victor Wickersham        | 1941-1947, 1949-1957, 1961-1965 | Oklahoma       | Democrat                      |
| William B. Widnall       | 1950-1974                       | New Jersey     | Republican                    |
| Roy Wier                 | 1949-1961                       | Minnesota      | Democrat-Țărănist-Muncitoresc |
| Isaac Wilbour            | 1807-1809                       | Rhode Island   | Democrat-Republican           |
| J. Mark Wilcox           | 1933-1939                       | Florida        | Democrat                      |
| Abel Carter Wilder       | 1863-1865                       | Kansas         | Republican                    |
| Ariosto A. Wiley         | 1901-1908                       | Alabama        | Democrat                      |
| Oliver C. Wiley          | 1908-1909                       | Alabama        | Democrat                      |
| Morton S. Wilkinson      | 1869-1871                       | Minnesota      | Republican                    |
| Charles W. Willard       | 1869-1875                       | Vermont        | Republican                    |
| George Willard           | 1873-1877                       | Michigan       | Republican                    |
| Earle D. Willey          | 1943-1945                       | Delaware       | Republican                    |
| Alpheus S. Williams      | 1875-1878                       | Michigan       | Democrat                      |
| Arthur B. Williams       | 1923-1925                       | Michigan       | Republican                    |
| Christopher H. Williams  | 1837-1843, 1849-1853            | Tennessee      | Whig                          |
| George S. Williams       | 1939-1941                       | Delaware       | Republican                    |
| Harrison A. Williams     | 1953-1957                       | New Jersey     | Democrat                      |
| James Williams           | 1875-1879                       | Delaware       | Democrat                      |
| James Wray Williams      | 1841-1842                       | Maryland       | Democrat                      |
| Jeremiah N. Williams     | 1875-1879                       | Alabama        | Democrat                      |
| John Bell Williams       | 1947-1968                       | Mississippi    | Democrat                      |
| Joseph Lanier Williams   | 1837-1843                       | Tennessee      | Whig                          |
| Lyle Williams            | 1979-1985                       | Ohio           | Republican                    |
| Pat Williams             | 1979-1997                       | Montana        | Democrat                      |
| Richard Williams         | 1877-1879                       | Oregon         | Republican                    |
| Thomas Williams          | 1879-1885                       | Alabama        | Democrat                      |
| Thomas Scott Williams    | 1817-1819                       | Connecticut    | Federalist                    |
| William B. Williams      | 1873-1877                       | Michigan       | Republican                    |
| Hugh Williamson          | 1789-1792                       | North Carolina | Federalist                    |
| John N. Williamson       | 1903-1907                       | Oregon         | Republican                    |
| William Williamson       | 1921-1933                       | South Dakota   | Republican                    |
| Francis Willis           | 1791-1793                       | Georgia        | Anti-Administrație            |
| Jonathan S. Willis       | 1895-1897                       | Delaware       | Republican                    |
| Edwin Willits            | 1877-1883                       | Michigan       | Republican                    |
| William W. Wilshire      | 1873-1874                       | Arkansas       | Republican                    |
| William W. Wilshire      | 1875-1877                       | Arkansas       | Democrat                      |
| Benjamin Wilson          | 1875-1883                       | West Virginia  | Democrat                      |
| Edgar Wilson             | 1895-1897                       | Idaho          | Republican                    |
| Edgar Wilson             | 1899-1901                       | Idaho          | Silver Republican             |
| Emmett Wilson            | 1913-1917                       | Florida        | Democrat                      |
| Ephraim King Wilson      | 1827-1829                       | Maryland       | Național Republican           |
| Ephraim King Wilson      | 1829-1831                       | Maryland       | Democrat                      |
| Ephraim King Wilson II   | 1873-1875                       | Maryland       | Democrat                      |
| Eugene McLanahan Wilson  | 1869-1871                       | Minnesota      | Democrat                      |
| George H. Wilson         | 1949-1951                       | Oklahoma       | Democrat                      |
| John L. Wilson           | 1889-1895                       | Washington     | Republican                    |
| Joseph Franklin Wilson   | 1947-1955                       | Texas          | Democrat                      |
| Joseph G. Wilson         | 1873                            | Oregon         | Republican                    |
| Thomas Wilson            | 1887-1889                       | Minnesota      | Democrat                      |
| William Lyne Wilson      | 1883-1895                       | West Virginia  | Democrat                      |
| Edwin B. Winans          | 1883-1887                       | Michigan       | Democrat                      |
| William Windom           | 1859-1869                       | Minnesota      | Republican                    |
| Effiegene Locke Wingo    | 1930-1933                       | Arkansas       | Democrat                      |
| Otis Wingo               | 1913-1930                       | Arkansas       | Democrat                      |
| Larry Winn               | 1967-1985                       | Kansas         | Republican                    |
| Charles E. Winter        | 1923-1929                       | Wyoming        | Republican                    |
| Thomas Daniel Winter     | 1939-1947                       | Kansas         | Republican                    |
| Tim Wirth                | 1975-1987                       | Colorado       | Democrat                      |
| Bob Wise                 | 1983-2001                       | West Virginia  | Democrat                      |
| John Witcher             | 1869-1871                       | West Virginia  | Republican                    |
| James Witherell          | 1807-1808                       | Vermont        | Democrat-Republican           |
| Jesse P. Wolcott         | 1931-1957                       | Michigan       | Republican                    |
| John S. Wold             | 1969-1971                       | Wyoming        | Republican                    |
| Harry B. Wolf            | 1907-1909                       | Maryland       | Democrat                      |
| Lester L. Wolff          | 1965-1981                       | New York       | Democrat                      |
| Howard Wolpe             | 1979-1993                       | Michigan       | Democrat                      |
| Charles A. Wolverton     | 1927-1959                       | New Jersey     | Republican                    |
| John M. Wolverton        | 1925-1927, 1929-1931            | West Virginia  | Republican                    |
| John T. Wood             | 1951-1953                       | Idaho          | Republican                    |
| Frederick E. Woodbridge  | 1863-1869                       | Vermont        | Republican                    |
| William Woodburn         | 1875-1877, 1885-1889            | Nevada         | Republican                    |
| Roy O. Woodruff          | 1913-1915                       | Michigan       | Progresist                    |
| Roy O. Woodruff          | 1921-1953                       | Michigan       | Republican                    |
| Harry C. Woodyard        | 1903-1911, 1916-1923, 1925-1927 | West Virginia  | Republican                    |
| Henry G. Worthington     | 1864-1865                       | Nevada         | Republican                    |
| John T. H. Worthington   | 1831-1833, 1837-1841            | Maryland       | Democrat                      |
| Thomas C. Worthington    | 1825-1827                       | Maryland       | Național Republican           |
| Thomas Wren              | 1877-1879                       | Nevada         | Republican                    |
| George W. Wright         | 1850-1851                       | California     | Independent                   |
| Hendrick B. Wright       | 1853-1855, 1861-1863, 1877-1879 | Pennsylvania   | Democrat                      |
| Hendrick B. Wright       | 1879-1881                       | Pennsylvania   | Greenbacker                   |
| Jim Wright               | 1955-1991                       | Texas          | Democrat                      |
| John Vines Wright        | 1855-1861                       | Tennessee      | Democrat                      |
| Robert Wright            | 1810-1817, 1821-1823            | Maryland       | Democrat-Republican           |
| Wendell Wyatt            | 1964-1975                       | Oregon         | Republican                    |
| Ron Wyden                | 1981-1996                       | Oregon         | Democrat                      |
| John W. Wydler           | 1963-1981                       | New York       | Republican                    |
| Chalmers Wylie           | 1967-1993                       | Ohio           | Republican                    |
| Henry Wynkoop            | 1789-1791                       | Pennsylvania   | Fără partid                   |